# Moa Museum of Art

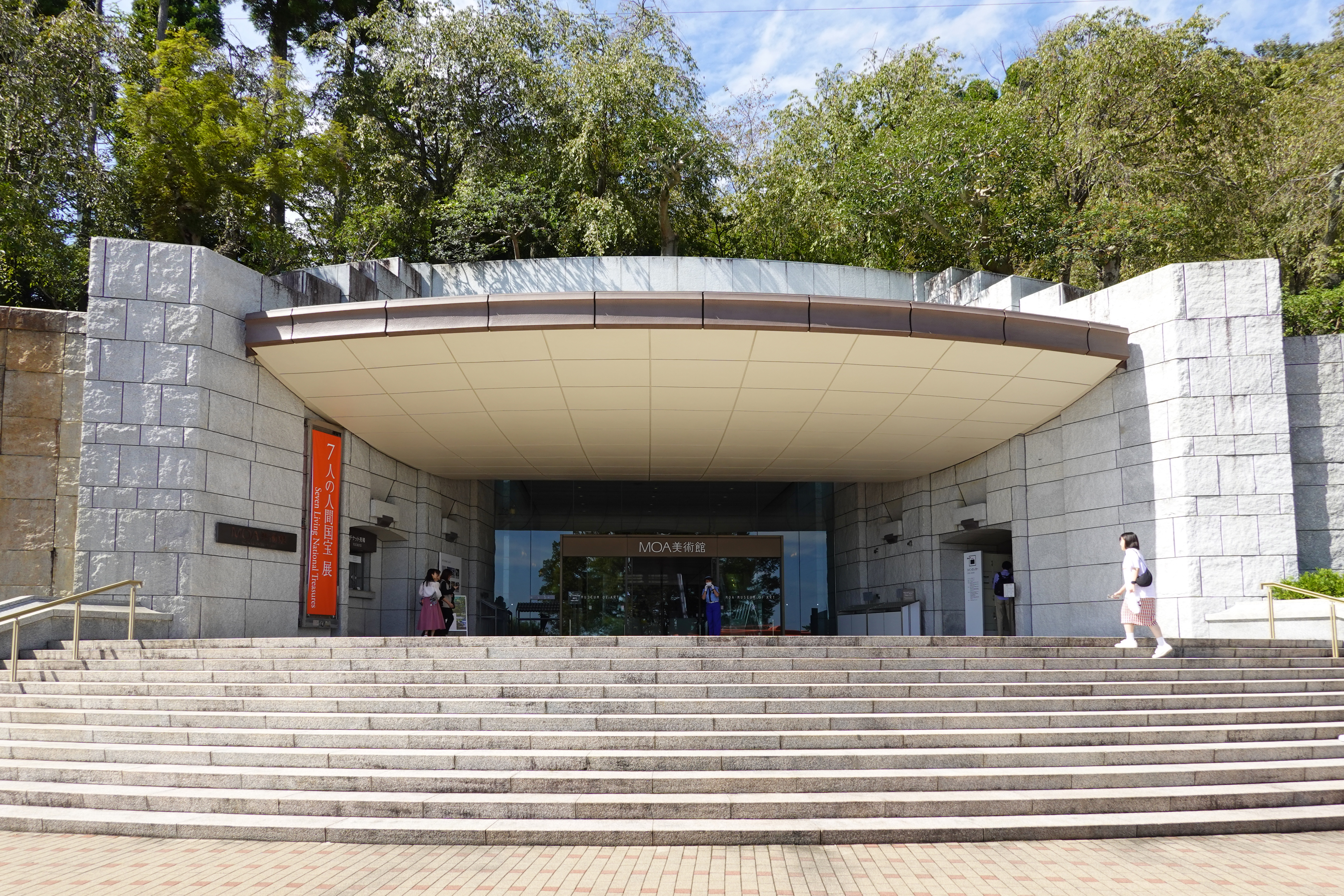
Ingresso inferiore al museo

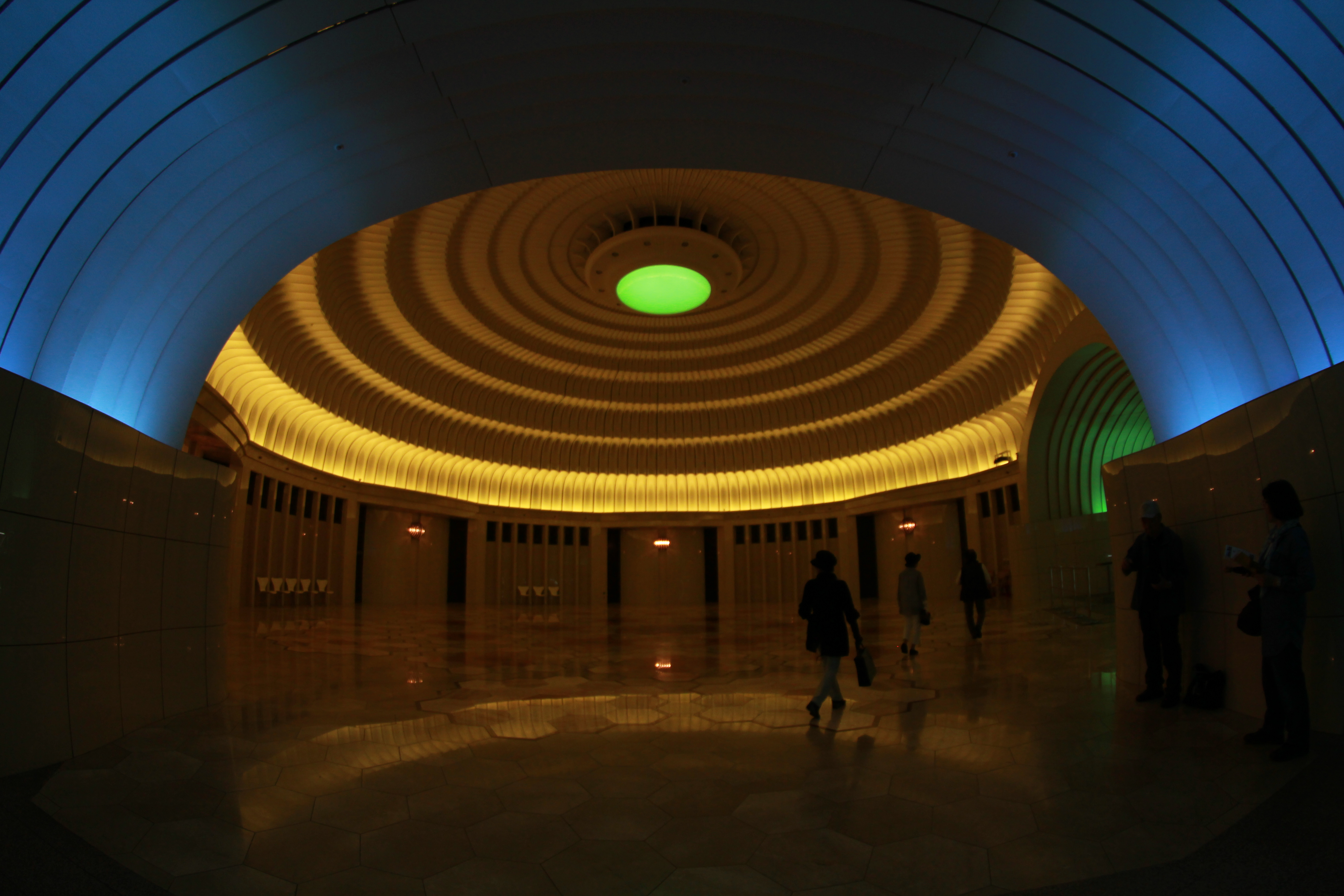
Interno del museo

Il Moa Museum of Art (MOA美術館?, MOA Bijutsukan) è un museo privato situato nella città di Atami, nella prefettura di Shizuoka, in Giappone. Venne fondato nel 1982 dalla Mokichi Okada Association (MOA), per ospitare la collezione d'arte del suo fondatore, il leader religioso e milionario Mokichi Okada (1882–1955).

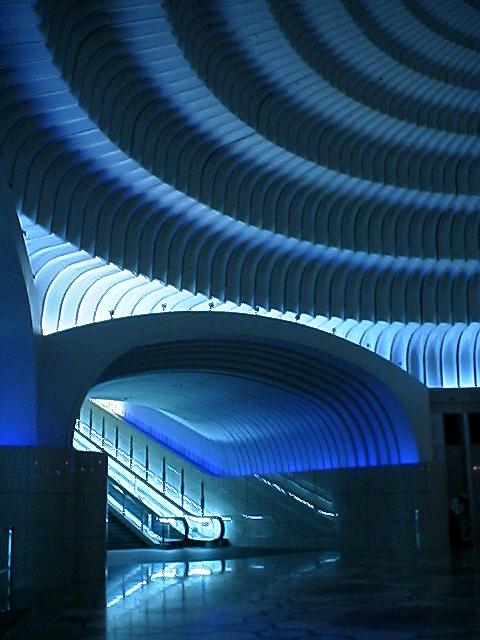
La sala inferiore (Hall blue).

La sua collezione comprende dipinti classici, pergamene, sculture, porcellane e lacche cinesi e giapponesi. 
Tra le opere esposte vi sono anche tesori artistici nazionali, tra cui il paravento Pruno rosso e pruno bianco in fiore di Ogata Kōrin, del periodo Edo.

## Galleria d'immagini

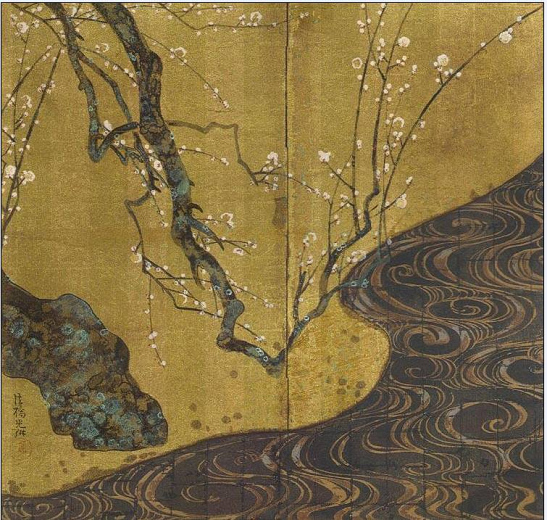
Pruno bianco in fiore (lato sinistro del paravento)
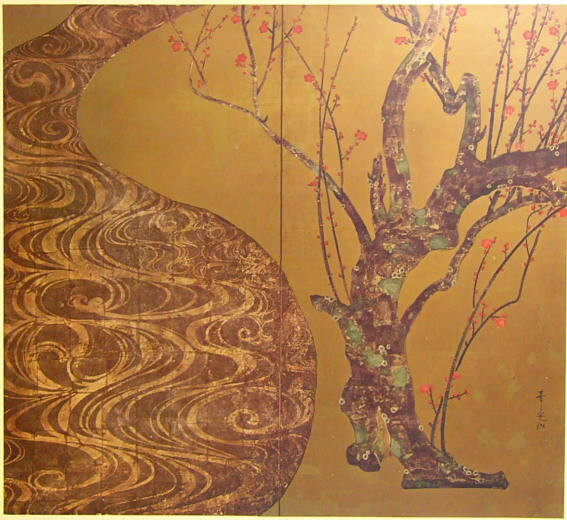
Pruno rosso in fiore (lato destro del paravento)
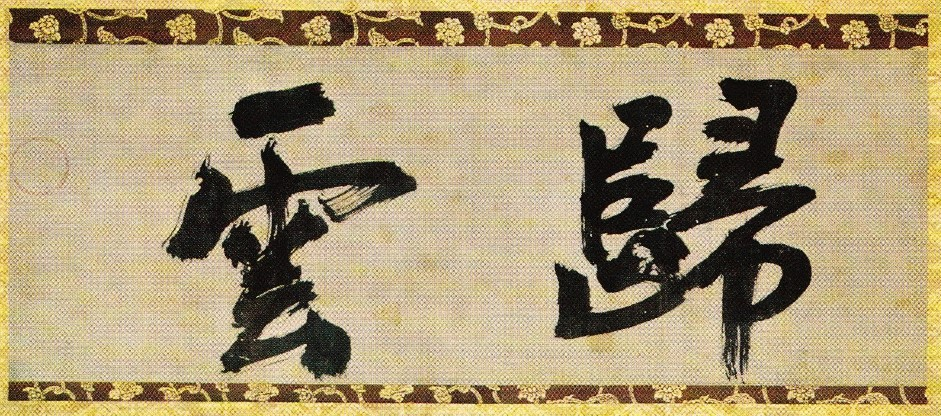
Calligrafia "Ki un“
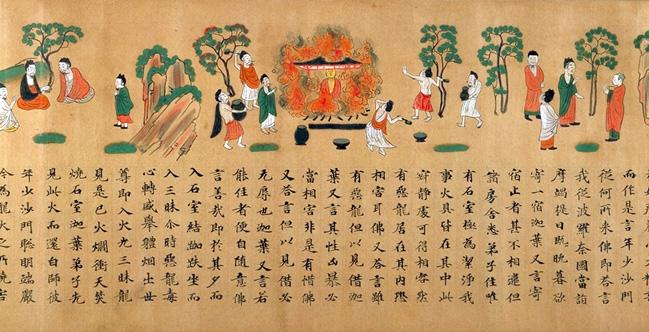
Da Inga-Sutra
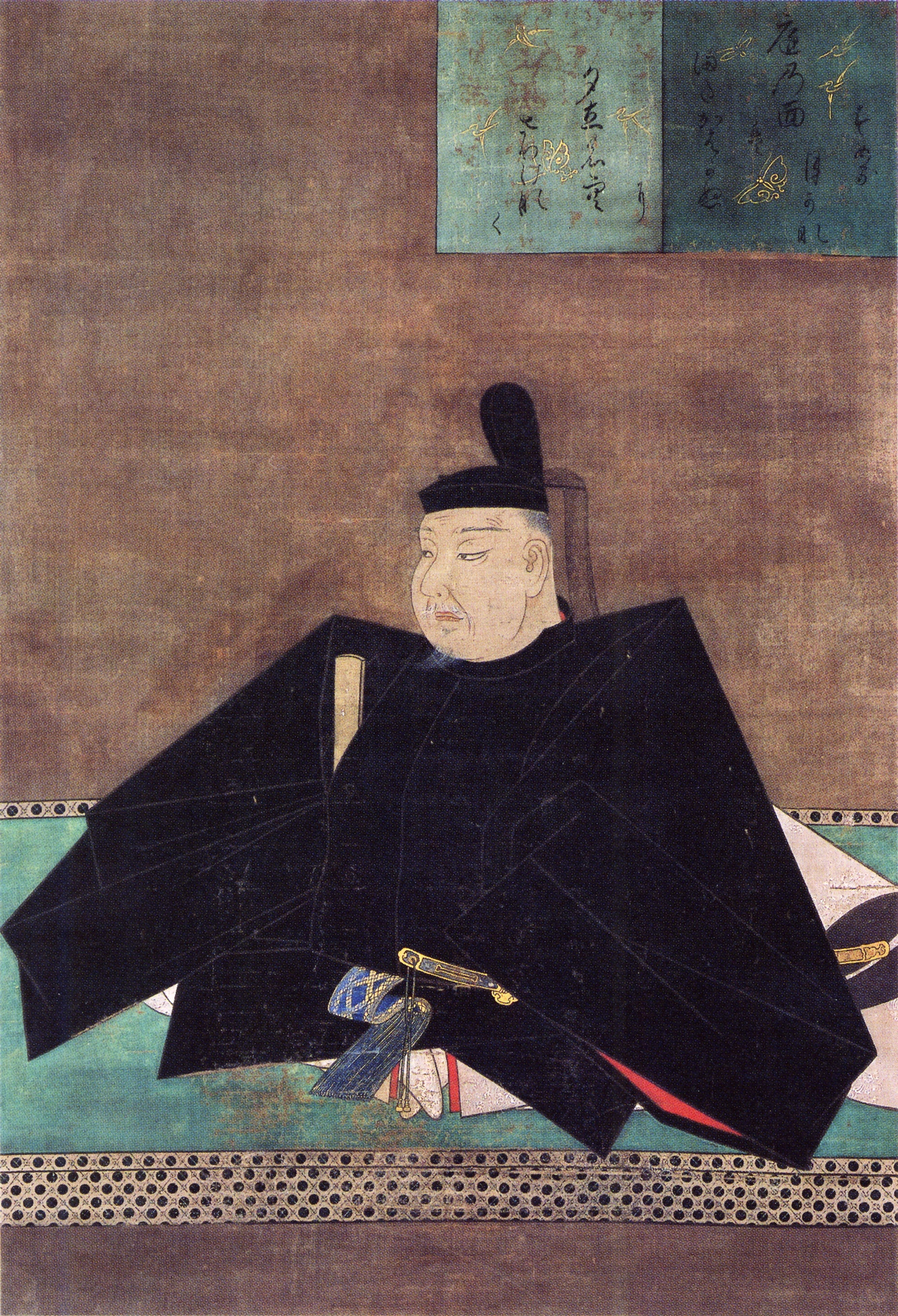
Minamoto no Yorimasa
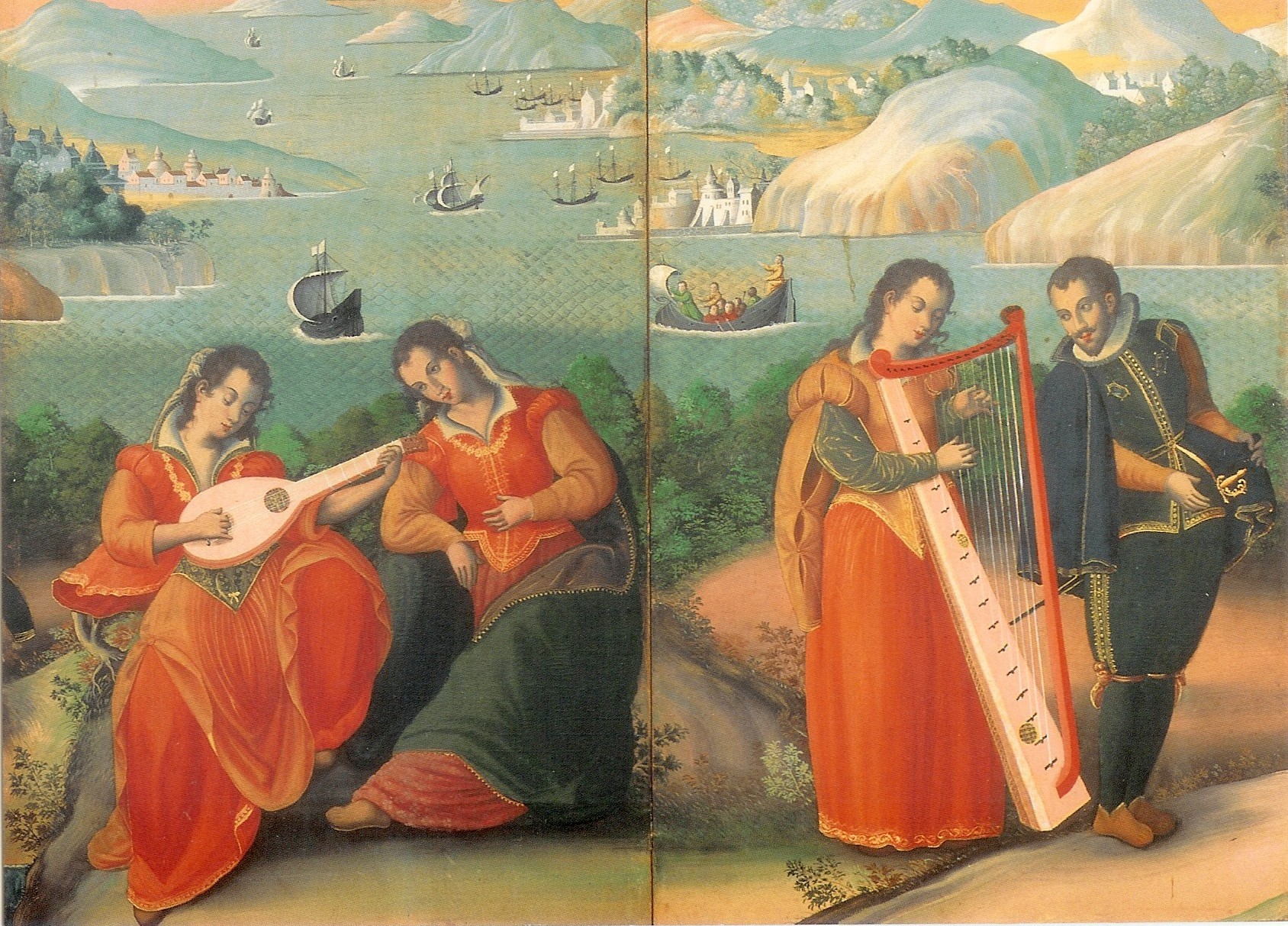
Paravento con motivi occidentali (particolare)
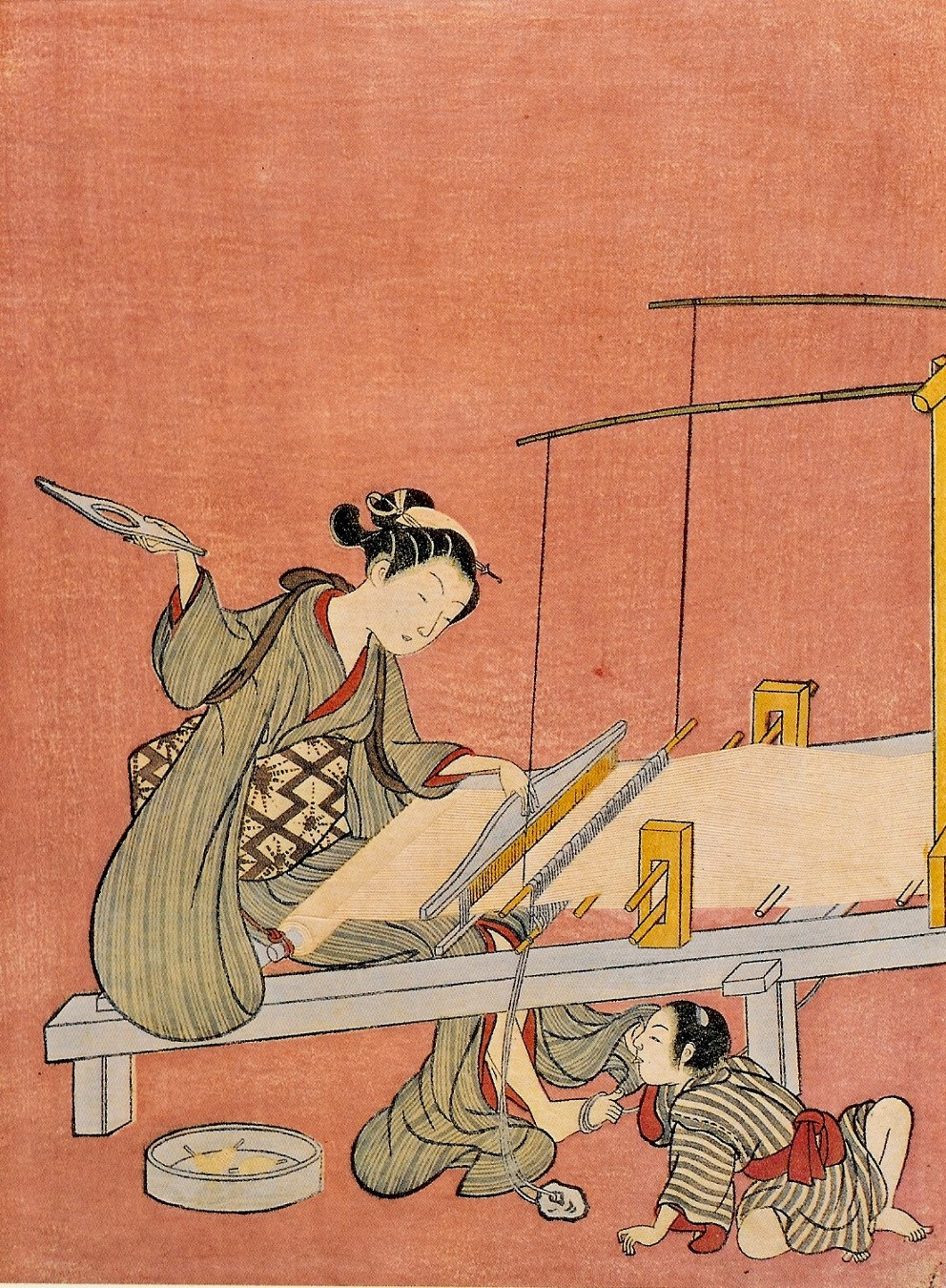
Ragazza al telaio (Harunobu)